# هواوي أسسيند W1
هواوي أسسيند W1 (بالإنجليزية: Huawei Ascend W1)‏ هو هاتف ذكي من هواوي يعمل بنظام ويندوز فون، تم طرحه في الأسواق في 2013.

## الخصائص
- نظام التشغيل: ويندوز فون
- الكاميرا الخلفية: 5 ميجابكسل
- الشاشة: 800×480 16 مليون لون
- المعالج: 1.2 جيجا هرتز ثنائي النواة
- الذاكرة: 4 جيجابايت

## وصلات خارجية
- الموقع الإلكتروني